# České imaginativní umění
České imaginativní umění zahrnuje výtvarné projevy v malbě, sochařství, fotografii a filmu, jejichž principem je zobrazení vnitřních, fantazijních představ umělce a jeho osobních vjemů a zážitků, které se pohybují ve sférách volné poetické fikce a ignorují zákony empirické zkušenosti. 

## Princip imaginativního umění
Imaginativní malířství má v dějinách umění vždy dobově podmíněnou podobu, ale jeho základním principem zůstává projekce nejhlubších vrstev psychiky a realizace fantazijních představ umělce, které přetvářejí jeho zážitky a vjemy do symbolů touhy nebo úzkosti v ireálném prostředí. Východiskem imaginativního umění je lidské vědomí a sny, v němž jsou vjemy, pocity a zážitky reálného světa přetaveny v novou skutečnost. Podle Maxe Dvořáka byla v dějinách umění období, kdy umění spatřovalo svůj cíl v napodobování přírody, poměrně krátká a měřítkem vrcholů vývoje a období nejplodnějších myšlenek byl pro něj život fantazie, jenž je v umění ztělesněn. Imaginativní umění svou snahou o poznání do té doby téměř neprozkoumaných složek lidské psychiky, jako sen, fantazie, podvědomé myšlenkové pochody, pudová hnutí, abnormální psychické stavy, apod.  nebo tabuizovaných témat jako láska a sexuální život, představuje jeden z nejvýznamnějších vkladů do historie moderního umění.
Díla fantastického umění, která tvoří víceméně izolované jevy ve všech obdobích dějin umění, vznikala v okamžicích, které kladly zvýšený důraz na subjektivní prožívání světa a jeho fantazijní přetvoření v umělcově imaginaci. Lze sem zahrnout manýrismus, romantismus, secesní symbolismus i imaginativní tendence 20. století. Fantastické umění ve většině případů zpracovávalo předem daný námět a zřídka se pohybovalo ve sféře volné poetické fikce, ignorující zákony empirické skutečnosti. Důslednou negaci apriorního sujetu (konkrétního obsahu) kladl jako podmínku skutečného básnictví už Hegel a jejím důsledkem byl vznik nefigurativní malby na počátku 20. století. Imaginativní umění 20. století se sujetu nezříká, ale obrací se důsledně k fantazijní představě v umělcově nevědomí, ať v bdělém spánku, snu nebo halucinaci. Fantazijní představy vycházejí z existenciálních pocitů a pudových sil umělcova nitra a často na sebe berou podobu fantomů, přeludů, halucinatorních objektů a nejrůznějších monster. 
Druhým pólem imaginativní tvorby jsou představy, sdružující různé nesourodé, ale reálně existující skutečnosti do nových fantastických celků. Nevysvětlitelné působení a tajemná atmosféra takové fantastické reality bývá označována jako magický realismus. Díla jejichž účinek je založen na principu náhodných setkání vzdálených skutečností v nepříslušném prostředí mají své estetické působení založeno na známé Lautréamontově větě: "Krásný jako nahodilé setkání šicího stroje a deštníku na pitevním stole".
Volná asociace hlubinných psychických pochodů, skrytých pod hladinou vědomí, a fantazijní představy umělce, vznikající procesem sublimace a substituce, vedou k vytváření významů, dešifrovatelných především mimoracionálními sférami divákových poznávacích schopností. Vzájemnou komunikaci tak umožňuje především jistá příbuznost základních archaických instinktů a kolektivních pocitů, které rezonují v odpovídajících vrstvách divákovy psychiky. Zejména surrealistické umění spatřuje svůj hlavní cíl v psychickém i sociálním osvobození člověka. Jeho podvratné působení, otevírající přeludná území snů, touhy a fantazie, a odkrývající nezkalené prameny lidské podstaty a zosobněné heslem Všechnu moc imaginaci neuniklo pozornosti státních institucí, které vyžadují v běžném životě falešné konvence a měšťáckou morálku provázenou pokrytectvím.

## Historie

### Východiska českého imaginativního umění
V českých zemích je pojem imaginativní umění užíván jako obecnější termín pro umělecké projevy, které vznikaly během 30. a 40. let 20. století uvnitř i vně surrealistického hnutí. Je přitom zřejmá jeho návaznost na podobné tendence v minulosti, zejména kosmologické alegorie Hieronyma Bosche, Arcimboldovy portréty nebo mystické biblické scény Williama Blakea. Na přelomu století se uplatnil vliv secesního symbolismu a díla Odilona Redona, Alfreda Kubina nebo Jamese Ensora. Na počátku vývoje k imaginativnímu umění jsou také poetické vidiny Jana Preislera, mystické vize Františka Bílka, raná díla Jana Zrzavého, spojující secesní symbolismus s imaginativní malbou (Utrpení, 1916), nebo dílo Bohumila Kubišty Oběšený (1915), které produchovňuje kubistickou formu magičností a fantazijní mohutností.
Inspirativním prostředím pro imaginativní tvorbu byl pražský spolek Devětsil, založený roku 1920, a důsledná obroda všech složek uměleckého výrazu pod vlivem poetismu. Ve výtvarném umění se poetismus projevil v podobě artificialismu Štyrského a Toyen a měl blízko k lyrickému kubismu Muziky, Janouška a Wachsmana. Radikálním krokem bylo osvobození čistých malířských prostředků z područí vnějšího modelu a přeměna obrazu v autonomní obrazovou skutečnost nezávislou na reálném světě.
Lyrický kubismus ještě nahrazoval předmětnou skutečnost samostatným výtvarným znakem, který ji nereprodukoval, ale nově vytvářel. Artificialismus předmětnou skutečnost zcela negoval a nahradil abstraktní obrazovou strukturou, která vzbuzovala volné asociace. Obě tyto tendence vyvolávaly svou hrou barev, linií, ploch a tvarů silné lyrické dojetí, ale nebyly skutečným odrazem niterného života malíře. Teprve kolem roku 1930, v poslední fázi artificialismu a imaginativního kubismu dochází k větší konkretizaci tvarů, které získávají plastičnost. Obraz se stal průmětem malířových fantazijních představ a otiskem jeho vnitřního modelu. Karel Teige definuje ve své stati Vnitřní model proces vzniku imaginativního díla jako přenos definitivně ustáleného vnitřního modelu, vzniklého procesem psychického automatismu, na plátno pomocí technických prostředků, kde se dodatečně uplatní druhotné estetické zpracování. Dalí tento proces popsal jako" rukodělnou momentní fotografii konkrétní iracionality a světa imaginace vůbec". Jeho paranoicko-kritická metoda neměla v českém umění čistou obdobu, ale byly zde hojně využívány některé nemalířské techniky jako koláž, surrealistický objekt nebo zcela abstraktní formy. Frotáž, dekalk a fokalk jsou založeny na fantazijní interpretaci abstraktních barevných nebo černobílých struktur a navození neočekávaných asociací s formami vnějšího světa. Intenzita jejich působení na diváka je přímo závislá na jeho imaginativní kapacitě.
V Praze se roku 1931 konaly dvě velké výstavy francouzského umění - Umění současné Francie (SVU Mánes) a École de Paris (UB v Obecním domě) se zastoupením francouzských surrealistů, které urychlilo a názorově vyjasnilo směřování celé generace Devětsilu. Ke sblížení generačních proudů došlo na mezinárodní výstavě Poezie 1932 v pražském Mánesu, kde byli zastoupeni kromě českých umělců např. i Hans Arp, Salvador Dalí, Max Ernst, Alberto Giacometti, Giorgio de Chirico, Paul Klee, Joan Miró, nebo Yves Tanguy. Tato výstava představovala styčný bod mezi artificialismem a imaginativním kubismem a lze ji považovat za vývojový mezník, od kterého lze datovat vznik české imaginativní malby. Je provázena snahou o stále větší konkretizaci obrazové reality, která se stává kopií pevně fixovaného vnitřního modelu a dosahuje nových symbolických významů zasazením konkrétních fragmentů vnější skutečnosti do neskutečných souvislostí.

### 1934-1948
Roku 1934 inicioval Jindřich Štyrský s Toyen vznik Skupiny surrealistů, jejímiž zakládajícími členy byli dále básníci Nezval a Biebl, hudební skladatel Ježek, divadelní režisér Honzl, sochař Vincenc Makovský a filozof a psychoanalytik Bohuslav Brouk. První výstava Skupiny surrealistů v ČSR se konala roku 1935 a zúčastnili se jí Štyrský, Toyen a Makovský. Další výstava se konala až roku 1939 v Bratislavě. Teoretikem skupiny se stal Karel Teige. Karel Teige nechápal poezii jako specifikum určitého uměleckého vyjádření, ale zahrnoval do ní veškerou svobodnou tvorbu, včetně moderního divadla, cirkusu, filmu, malby i hudby. Proto i ve výtvarném umění tento pojem neurčuje konkrétní výtvarnou tendenci ani prostředky, jimiž je realizována, ale vyjadřuje obecný lidský postoj a cestu ke svobodě, je funkcí revolty a revoluce.
Ve druhé polovině 30. let se k imaginativní malbě přiklonili Endre Nemes, Jakub Bauernfreund a zejména členové mladší generace, kteří se pak za války sdružili ve Skupině 42 a Skupině Ra. Za války roku 1943 vznikla také skupina Spořilovští surrealisté, která navázala kontakty se surrealisty kolem Karla Teigeho. Pražská skupina surrealistů se před válkou rozešla s V. Nezvalem a byla oslabena předčasnou smrtí Jindřicha Štyrského a odchodem Ježka a Brouka do exilu. Jádrem skupiny tak zůstali Teige a Toyen a Jindřich Heisler, který se musel skrývat. Teige během války organizoval schůzky surrealistů ve smíchovské kavárně Westend. Koncem roku 1942 se ke skupině Ra přidružil sochař Jaroslav Puchmertl a roku 1943 se stal jejím členem Václav Tikal.
Za války nastal u řady předválečných surrealistů odklon od ortodoxní surrealistické doktríny, protože krutá každodenní realita překonávala fantastičnost obrazů. Až posmrtné poválečné výstavy roku 1947 zhodnotily surrealistické dílo Františka Janouška, který stál ve 30. letech osamoceně a svá nejvýznamnější díla vytvořil za války. Skupina Ra byla roku 1948 zakázána, ale její členové Josef Istler a Václav Tikal se podíleli na činnosti Teigovy Skupiny surrealistů, obnovené roku 1950 a fungující až do 60. let v ilegalitě.

### 1948-1969
Po předčasné smrti Karla Teigeho (1951) se stal vůdčí osobností Skupiny surrealistů Vratislav Effenberger, který inicioval vznik ineditních sborníků Znamení zvěrokruhu 1-9. a Objekt 1-2. Imaginativní malba se stala počátkem 60. let východiskem k nefigurativní malbě (Český informel), zejména v díle Mikuláše Medka. V 60. letech byli hlavními teoretiky české imaginativní malby František Šmejkal a Věra Linhartová, kteří roku 1964 připravili výstavu Imaginativní malířství 1930-1950 v Alšově jihočeské galerii v Hluboké nad Vltavou. 
V 60. letech vznikl fenomén Pražský fantastický realismus, jehož představiteli jsou Jan Jedlička, Vladivoj Kotyza a Mikuláš Rachlík.
Roku 1969 vydala Skupina surrealistů první číslo revue Analogon.

### Doba normalizace
Po sovětské okupaci v srpnu 1968 působila Surrealistická skupina v Československu v letech 1971-1992 bez možnosti veřejné prezentace a své texty vydávala samizdatem. 

### Po pádu komunismu 1989
Po roce 1989 došlo k fúzi s moravskými surrealistickým okruhem AIV a Šternberským okruhem a bylo obnoveno vydávání revue Analogon a jeho knižní řady. Roku 1992 vznikla Skupina českých a slovenských surrealistů. Vůdčí osobností této nové generace se stal Jan Švankmajer a jeho žena Eva. Jako teoretička surrealismu působí Alena Nádvorníková.

## Autoři
- Josef Šíma - kolem roku 1925 prošel krátkým obdobím nefigurativní malby, které mu pomohlo osvobodit se z popisné vázanosti a zapojit výrazové prostředky do konkretizace vnitřních představ. Ty mají podobu průzračných přeludů ženských torz, imaginárních krajin, krystalů, mlh a neustálých proměn kamenů a stromů, vstupujících do překvapivých spojení. Symboly vejce a krystalu jsou výrazem jeho směřování k počátku a podstatě organického života i anorganické přírody. Ve 30. letech se Šíma věnoval nové fantazijní interpretaci řecké mytologie.
- Jindřich Štyrský - kolem roku 1930 se v jeho obrazech začaly z bezpředmětné barevné struktury arteficialismu vydělovat samostatné plastické objekty vznášející se v imaginárním prostoru. Po roce 1932 se v tvorbě Štyrského i Toyen objevují prvky vnější skutečnosti zasazené do neskutečného prostředí a obrazy svými názvy usměrňují asociační představy diváka. Štyrský se kromě malby věnoval i koláži a fotografii.
- Toyen - od druhé poloviny 20. let byla její tvorba souběžná s tvorbou Štyrského a ve druhé polovině 30. let oscilovala mezi "realizací fantazie a fantastickou realitou". Po smrti Štyrského (1942) zůstala Toyen jediným ortodoxním reprezentantem surrealistického malířství v Čechách. Za války vytvořila cykly Střelnice a Schovej se válko, které jsou kvintesencí úzkosti z válečných hrůz. Po válce ztratila její tvorba prvotní naléhavost.
- František Muzika - ve své imaginativní malbě představuje prolnutí klasické uměřenosti s romantickou obrazností, řád i lyrickou emoci, racionalitu i básnickou intuici. Složitou genezi jeho obrazů dokládají kresby a skici i varianty téhož námětu. Podobně jako Toyen vyšel z volné fantazijní hry tvarů imaginativního kubismu, které nahradily metamorfózy lidských figur a imaginární krajiny. Na počátku války se jeho dílo vyvinulo do tragických podobenství magického realismu. Cyklus Z Českého ráje zobrazuje rozpukané balvany v nichž se zjevují vysněné podoby ženských těl a tváří. Ty se v další tvorbě, soustředěné na lyrickou transpozici organického mikrokosmu, prolnou do fantastických vegetabilních krajin a imaginární flóry.
- František Janoušek byl jako surrealista doceněn až po smrti a po jeho souborných výstavách roku 1947 ho teoretici dokonce kladli mezi surrealisty do první pozice. Vycházel z imaginativního kubismu a prošel obdobím ovlivněným Miróem a Dalím, než roku 1937 nalezl zcela autentickou podobu své malby jako reflexi tragické vize světa, v níž jsou apokalyptické vize bezprostředním výrazem skrytých démonických sil lidského nitra. Jeho obrazy se staly svědectvím hlubokého existenciálního prožitku hrůz a mučivé úzkosti, tlumočeným vzrušeným a dramatickým malířským rukopisem. Jeho syntéza automatismu básnické vize a dílčího automatismu malby představuje jeden z nejpůvodnějších přínosů české imaginativní malby.
- Alois Wachsman patřil k zakladatelské generaci Devětsilu a jeho cesta k imaginativní malbě vychází z imaginativního kubismu. V jeho lehce improvizovaných záznamech fantazijních představ z počátku 30. let přežívá ještě něco z mystifikátorského ducha dadaismu. Ve druhé polovině 30. let maluje rozměrné kompozice v duchu magického realismu, jejichž poetiku vytvářejí náhodná setkání věcí i časově nesounáležitých událostí. Na počátku války tuto tvorbu opouští a maluje zátiší a aktualizované biblické a mytologické scény.
- Vincenc Makovský byl zakládajícím členem Surrealistické skupiny a jako sochař nejdůsledněji realizoval některé principy imaginativní malby prostřednictvím plastických forem. Kromě experimentování s nesochařskými materiály je pro toto období jeho avantgardní tvorby charakteristická snaha o návrat k elementárním tvarům.
- Vladimír Sychra v některých dílech na téma Únosů a Vraždění vyjadřuje poetickou metaforou pohnutou atmosféru doby. V ojedinělých dílech z druhé poloviny 30. let se mu podařilo spojit původní představu s dokonalým technickým provedením (Válka, 1935).
- Vojtěch Tittelbach maloval obrazy, v nichž se jeho hravá tvarová invence poněkud znehodnocuje nepříliš kvalitním výtvarným podáním.
- Endre Nemes přinesl koncem 30. let do české malby téma manekýnů Giorgia de Chirica, přenesené do prostředí pražského Starého Města. V letech 1936–1937 maloval Nemes závažná díla, která jsou záznamem jeho tvůrčího hledání a pokusem předat své halucinace a vize prostřednictvím stále složitějších znaků a kódů. Objevují se v nich figury bez kůže, postavy podobné automatům, symboly ubíhajícího času, matematické přístroje, strojky, astrologické mapy, fragmenty soch, figur, zvířat a architektur.
- Jakub Bauernfreund se pokoušel o jakési mytické prolnutí mezi moderním člověkem a přírodou a nalezení ztracené rovnováhy. Podobně jako Endre Nemes spojoval prvky reálného světa se světem snů a představ. Předválečná tvorba Jakuba Bauernfreunda se zachovala pouze ve zlomcích.
- Karel Teige byl spoluzakladatelem Devětsilu a působil jako teoretik a vůdčí osobnost meziválečné avantgardy. Roku 1934 byl spoluzakladatelem Surrealistické skupiny. Za války a pak v letech 1950-1951 se zasloužil o vydávání samizdatových sborníků a obnovení subverzních aktivit surrealistických skupin. Jeho zásluhou se vnitřně konsolidovala imaginativní složka české moderní malby. Byl také tvůrcem surrealistických koláží.
- Skupina 42 se poprvé představila na společné výstavě již roku 1937 v divadle E. F. Buriana ve složení: František Gross, František Hudeček, Bohdan Lacina, Miroslav Hák, Ladislav Zívr a Václav Zykmund. K imaginativnímu umění měla nejblíže baladicky pochmurná díla Václava Hudečka a obrazy Františka Grosse s humornými a ironickými podtexty, prozrazujícími jeho spřízněnost s dadaismem. Některá jejich díla z válečného období ještě prozrazují imaginativní východisko, ale skupina 42 jako celek se v té době již věnovala životu moderního velkoměsta. Skupina 42 vystavovala pouze v letech 1943-1946 a po komunistickém převratu roku 1948 zanikla.
- Skupina Ra se přihlásila k předválečné tvorbě roku 1942 svým ilegálním sborníkem Roztrhané panenky (antedatováno kvůli cenzuře do roku 1937). Zformovala se kolem básníka a malíře Otty Mizery a působili v ní i básníci Ludvík Kundera a Zdeněk Lorenc. Přestože většina členů vycházela z ortodoxního francouzského surrealismu, jejich poválečná tvorba směřovala k volnější koncepci imaginativní malby. Kritický postoj k surrealismu se projevil ve vědomé rezignaci na teorii a výtvarnou experimentaci, v negaci magického realismu i v odklonu od koncepce vnitřního modelu. Nejvýznamnějšími představiteli imaginativní malby byli Istler, Tikal, Zykmund a Lacina, k principům surrealismu odkazovali také fotografové Koreček, Reichmann a Zykmund. Členem skupiny se stal na krátkou dobu také surrealistický sochař Jaroslav Puchmertl.
- Josef Istler byl výjimečný svým smyslem pro výrazové možnosti materiálu i chladnou virtuozitou přednesu. Jeho imaginace se ve 40. letech pohybovala na úzké hranici mezi fantazií a abstrakcí. Posledním výkyvem k fantasknímu pólu jeho malby jsou halucinatorní fantomy z počátku 50. let, po kterých následuje příklon k informelu a abstrakci.
- Václav Tikal si po počátečním ovlivnění de Chiricem a Dalím našel vlastní svět přízračných vidin a melancholických představ, které tlumočil s velkou malířskou kulturou. V polovině 40. let nahradil v jeho malbě něžný lyrismus prchavých vidin magický realismus a zároveň začal vytvářet nový svět bezúčelných mechanismů a složitých přístrojů jako symbol hypertrofované civilizace, inspirovaný dílem Marcela Duchampa.
- Bohdan Lacina představil svou imaginativní tvorbu, v níž se morbidnost metamorfovaných tělesných orgánů křížila s podsvětním erotismem, již na předválečných výstavách roku 1937. Za války se jeho básnické vidění postupně vyvíjelo k poznání skrytých aspektů skutečnosti, k její až mytické prapodstatě nebo metaforické dvojznačnosti. Po válce podlehl nově nastoleným dogmatickým kritériím a jeho malba přešla k impresivně ředěnému realismu.
- Václav Zykmund byl iniciátorem vzniku skupiny Ra. Jeho malířské dílo bylo silně ovlivněno Dalím a směřovalo od výpravných surrealistických kompozic k lyrické abstrakci. Významné jsou jeho inscenované surrealistické fotografie, které vytvářel s Milošem Korečkem.
- Miloš Koreček se začal věnovat fotografii ve 40. letech jako autodidakt. Významné jsou jeho experimenty s fotografickým procesem, kde ponechával úlohu náhodě a vytvářel fokalky ve formě imaginárních krajin a fantastických květů, které podněcují představivost a reprezentují čistě výtvarný lyrismus.
- Vilém Reichmann začínal původně jako kreslíř a karikaturista. Později objevoval svými fotografiemi skrytou poezii a fantastičnost opuštěných věcí, zapomenutých zákoutí, jarmarečních krás a náhodných setkání.
- Jaroslav Puchmertl je považován za nejvýznamnějšího surrealistického sochaře 40. let. Ve svých dřevořezbách z cyklu Hermafroditů evokuje přízračnou fantomatičnost lidských hlav a prázdných tváří. Byl největším poválečným sběratelem surrealistického umění.
- Zdeněk Sklenář se koncem 40. let zúčastnil společných výstav válečných výtvarných skupin, ale nikdy se k nim nepřipojil a zůstal solitérem. Jeho díla nevybočují z rámce imaginativní malby, ale jsou výsledkem komplikovaného tvůrčího procesu a čerpají inspiraci z uměleckých děl všech věků, která se stala živnou půdou jeho imaginace. Jeho představy nejsou totožné s pevně fixovaným vnitřním modelem, ale jsou dotvářeny až během realizace díla. V závěru 40. let se jeho obrazy, zaplněné bizarním propletencem těl, zvířat, ptáků a ryb na pozadí krajin stávají dějištěm apokalyptické promiskuity všeho živého.
- Mikuláš Medek se ztotožnil v počátcích své tvorby se surrealismem, protože představoval jediné mezinárodní avantgardní hnutí a svým levicovým zaměřením rezonoval s revoluční náladou společnosti ve druhé polovině 40. let. Odmítal ortodoxní pojetí surrealismu i okultismus, v nějž vyústil poválečný surrealismus v podání André Bretona a navázal na magický realismus Toyen, Magritta a Dalího. Nakonec dospěl k poznání, že surrealismus nemá prostředky k tomu, aby adekvátně popsal netečnou, úděsnou, absurdní a ke všem otázkám subjektu lhostejnou realitu komunistické zvůle. Ve svém cyklu preparovaných obrazů pak postupně přešel ke konstrukci opticky názorného modelu určitých psychických situací, které existují v konkrétní podobě a mají konkrétní působení, ale nejsou sdělné jednoduchým vyobrazením. V této fázi je u něj proces vytváření vnitřního modelu paralelní s prací a je v něm zapojeno daleko víc intelektuální aktivity než jenom té citové a impulzivní.
- Emila Medková je ve své rané fotografické tvorbě bezprostředně spjatá se surrealismem a s malířskou tvorbou Mikuláše Medka. Ve svých inscenovaných fotografiích zprvu užívá stejné rekvizity jako Medek nebo jiní surrealističtí malíři ve svých obrazech, nechává se inspirovat sny a kolážemi. Později fotografovala nejrůznější struktury, které se staly nositelem emocí i skrytých obsahů. Podílela se na vydání deseti pracovních ineditních sborníků Znamení zvěrokruhu. Roku 1975 obnovila spolupráci se Surrealistickou skupinou kolem Jana Švankmajera.
- Jan Švankmajer jako režisér přiznává přímou inspiraci manýristickou malbou Giuseppe Arcimbolda nebo filmy Dalího a Buňuela. Jako filmař proslul zejména schopností animovat libovolný materiál. Filmovou animaci vnímá nikoli jako techniku, ale jako magický prostředek, schopný oživit neživou hmotu a realizovat tak původní infantilní tužbu. Při střídání žánrů je v jeho filmech tmelící nití snová logika, kde zdánlivé nahodilosti dostávají podobu neodvratné osudovosti a provázejí diváka plynule příběhem - snem. Patří k čelným představitelům Skupiny českých surrealistů a je předsedou redakční rady revue Analogon a spiritus agens nejrůznějších kolektivních surrealistických her.

## Výstavy (výběr)
- 1932 Poezie 1932, Mánes, Praha
- 1935 První výstava Skupiny surrealistů v ČSR, Mánes, Praha
- 1937 1. salon v divadle D 37 (E. F. Buriana)
- 1937 Výstava československé avantgardy, Dům uměleckého průmyslu v Praze[11]
- 1945 Konfrontace 2, Topičův salon, Praha (generační výstava válečných skupin i solitérů)
- 1946 Skupina 1942, Brno
- 1947 Le surréalisme en 1947: Exposition Internationale du Surréalisme, Galerie Maeght, Paříž (česká účast: Heisler, Štyrský, Toyen)
- 1963 Skupina 42: Retrospektivní výstava obrazů, plastik, grafiky a fotografie z let 1938 - 1949, Praha, Brno
- 1964 Imaginativní malířství 1930-1950, Alšova jihočeská galerie Hluboká nad Vltavou
- 1997 České imaginativní umění, Galerie Rudolfinum, Praha